# Droit macédonien
Le droit macédonien est le droit de tradition civiliste, de la branche du droit soviétique, appliqué en Macédoine du Nord.

## Sources du droit

### Constitution
La Constitution est la norme suprême en Macédoine du Nord, toute loi contraire est suspendue ou annulée.

### Législation
Le pouvoir législatif est confié à l'Assemblée de Macédoine du Nord.

### Règlements
Les règlements, acte général, convention collective, statut ou programme d'un parti politique doivent respecter les normes hiérarchiquement supérieures, sous peine de suspension ou d'annulation.

## Contrôle de constitutionnalité et de légalité
Le contrôle de constitutionnalité et de légalité est confié à la Cour constitutionnelle.

## Sources

## Compléments